# Mylopharodon
Mylopharodon is een geslacht van straalvinnige vissen uit de familie van karpers (Cyprinidae).

## Soort
- Mylopharodon conocephalus (Baird & Girard, 1854)